# Легат Димитрија Митриновића
Легат Димитрија Митриновића се налази у Универзитетској библиотеци "Светозар Марковић" у Београду. Димитрије Митриновић је своју библиотеку завештао 1956. године.

## Историјат
Легат Димитрија Митриновића обухвата велики број публикација из области индологије и езотеризма, граматике и приручнике са старим текстовима на оријенталном језику, књиге из филозофије, антропологије и етнологије. Библиотека је 1956. године тестаментом остављена Универзитетској библиотеци. Митриновићев легат обухвата 2206 наслова из различитих области.

## O Димитрију Митриновићу
Димитрије Митриновић је рођен 1887. године у Херцеговини. Познати је српски песник филозоф, теоретичар  уметности и књижевности и један је од идеолога "Младе Босне". Он је радио  у уредништву часописа Босанске виле,а 1910. постао је најмлађи члан редакције. Објављивао је прве песме Милоша Црњанског и Иве Андрића. Већи део свог живота провео је у Лондону где је и умро 1953. године.